# Trichosilia honesta
Trichosilia honesta là một loài bướm đêm trong họ Noctuidae.